# William Ellery Channing (poeta)
William Ellery Channing (ur. 29 listopada 1818 w Bostonie, zm. 23 grudnia 1901 w Concord) – amerykański poeta, bratanek kaznodziei Williama Ellery'ego Channinga.
Był synem lekarza Waltera Channinga z Harvard Medical School. Uczył się w Boston Latin School i w  Round Hill School w Northampton. W 1834 wstąpił na Harvard College, jednak opuścił uczelnię, aby poświęcić się powołaniu poety.
W 1841 roku poślubił Ellen Fuller, młodszą siostrę Margaret Fuller.
Pisał dla nowojorskiej gazety The Herald, odbył podróż po Europie.
Pierwsze wiersze Williama Ellery'ego Channinga spotkały się z lekceważącym przyjęciem ze strony Edgara Allana Poego i Jamesa Russella Lowella.
William Ellery Channing napisał biografię Henry'ego Davida Thoreau, uzupełnioną o cykl wierszy wspomnieniowych. Wydał też tomiki Poems, Second Series (1847), The Woodsman (1849), Near Home (1858), The Wanderer (1871), Eliot (1885) i John Brown and the Heroes of Harper’s Ferry (1886).